# Kort Galgewater
Kort Galgewater is een straat langs de noordzijde van de gracht Galgewater in de Nederlandse stad Leiden. 
De straat is L-vormig en loopt tussen 1e Binnenvestgracht in het westen en de Morsstraat in het noorden. Van april 1917 tot juni 1920 had kunstenaar Theo van Doesburg zijn atelier op Kort Galgewater 3, vanwaaruit hij vanaf oktober 1917 het tijdschrift De Stijl redigeerde. Een mozaïek dat het beeldmerk van dit tijdschrift voorstelt, voor dit pand, herinnert hieraan. Sinds 1984 is hier museumhaven Kort Galgewater gevestigd.

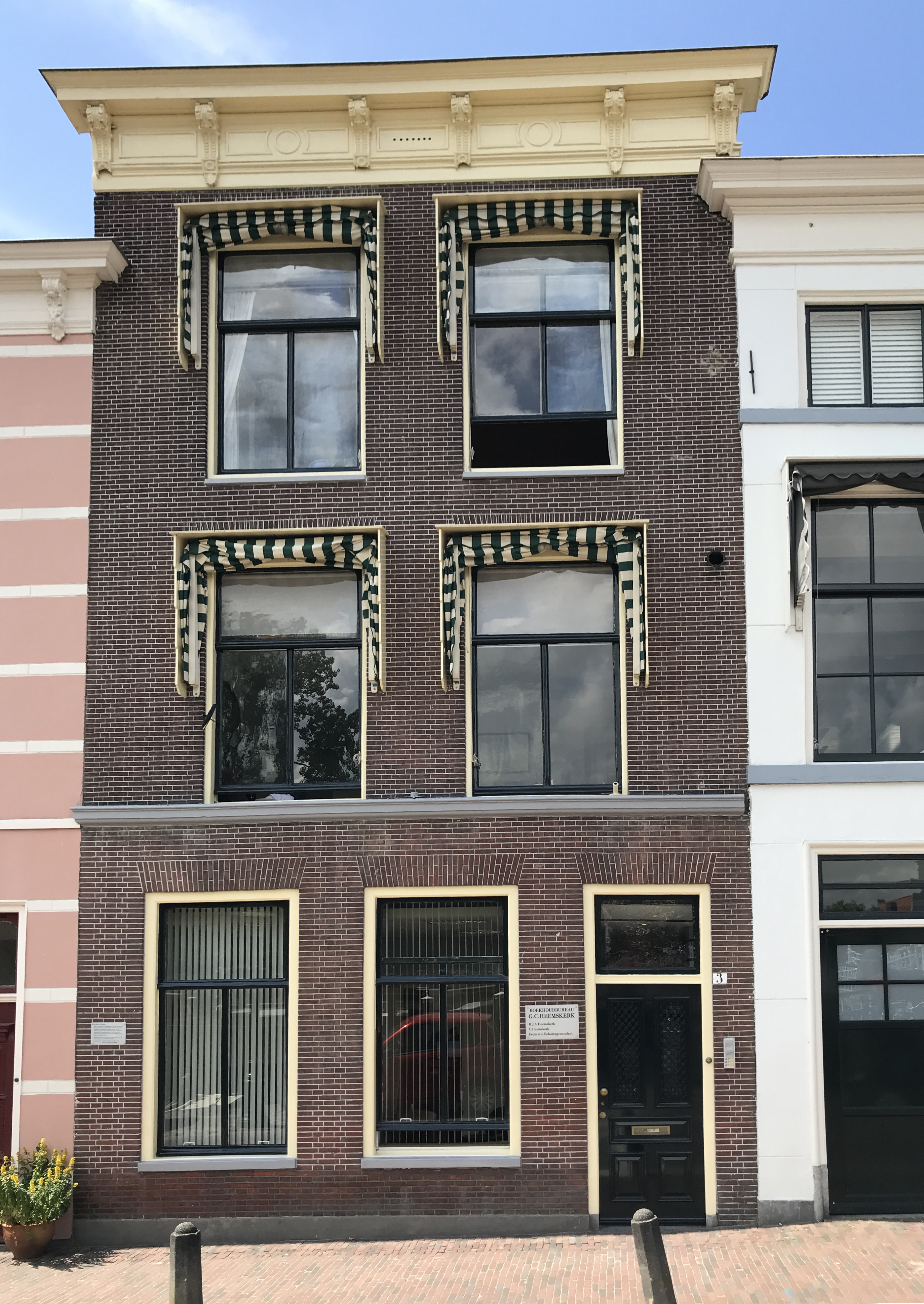
Kort Galgewater 3